# Trichocereus skottsbergii
Trichocereus skottsbergii là một loài thực vật có hoa trong họ Cactaceae. Loài này được Backeb. ex Skottsb. miêu tả khoa học đầu tiên năm 1950.